# ویبرنوم برگ‌توس
ویبرنوم بتولیفولیوم، ویبرنوم برگ‌توس، گونه‌ای از گیاهان گلدار از خانواده هفت‌کولان و بومی چین و جزیره تایوان است. این گیاه سایه‌پسند بوده و اغلب در لایه بوته‌ای جنگل‌هایی که در آن رشد می‌کند، گونه‌ای غالب به‌شمار می‌آید. این گیاه در خارج از چین نیز به‌طور گسترده کشت می‌شود و به دلیل برگ‌های برنزی تا زرشکی در پاییز و توده‌های میوه قرمز روشن که پرندگان را جذب می‌کنند، محبوب است. این گیاه در برابر پهنه سرمایی مقاوم است.

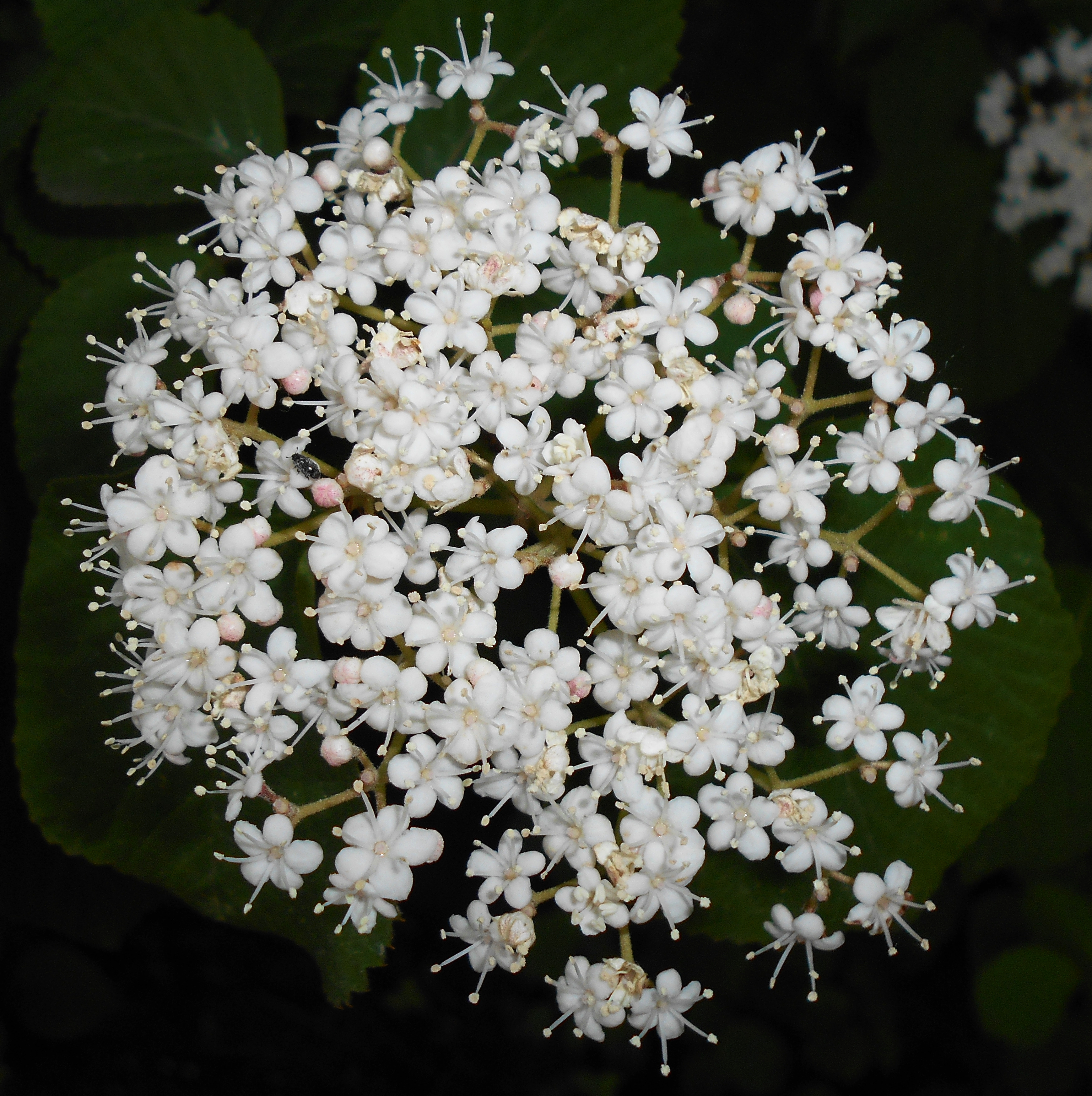
گل‌ها

## واریته های مختلف
- Viburnum adenophorum W.W.Sm.   ویبرنوم آدنوفوروم (به معنی: ویبرنوم با غدد مشخص)
- Viburnum betulifolium var. flocculosum (Rehder) P.S.Hsu   ویبرنوم برگ‌توس واریته فلوکولوزوم (نوعی دارای پوشش پشمی یا کرکی)
- Viburnum dasyanthum Rehder   ویبرنوم داسی‌آنتوم (به معنی: ویبرنوم با گل‌های پشمی)
- Viburnum flavescens W.W.Sm.   ویبرنوم فلووسنس (به معنی: ویبرنوم مایل به زرد یا زردفام)
- Viburnum hupehense Rehder   ویبرنوم هوپه‌ئنسه (ویبرنومی که بومی منطقه هوبی یا هوپه در چین است)
- Viburnum lobophyllum Graebn.   ویبرنوم لبوفیلوم (به معنی: ویبرنوم با برگ‌های لوب‌دار)
- Viburnum luzonicum var. morrisonense (Hayata) S.S.Ying   ویبرنوم لوزونیکوم واریته موریسوننسه (وابسته به کوه موریسون در تایوان)
- Viburnum morrisonense Hayata   ویبرنوم موریسوننسه (گونه‌ای بومی کوه موریسون)
- Viburnum ovatifolium Rehder   ویبرنوم اوواتیفولیوم (ویبرنوم با برگ‌های تخم‌مرغی‌شکل)
- Viburnum taihasense Hayata   ویبرنوم تایهاسنزه (احتمالاً منتسب به منطقه تایها یا تای‌هه)

- Viburnum wilsonii Rehder   ویبرنوم ویلسونی (نام‌گذاری شده به افتخار گیاه‌شناس ارنست ویلسون)

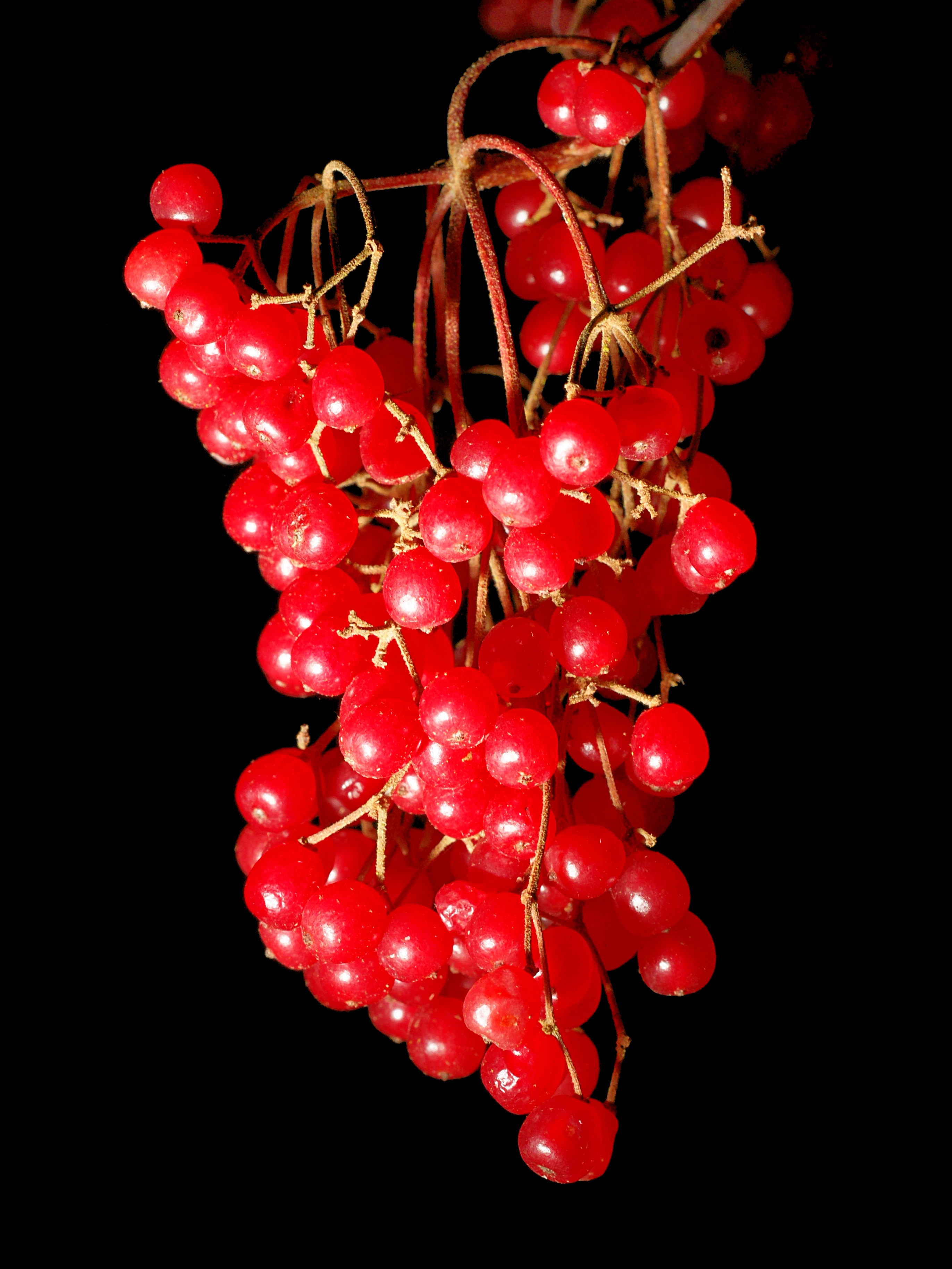
میوه